# 11. huzarski polk (Avstro-Ogrska)
Za druge 11. polke glejte 11. polk.
11. huzarski polk je bil konjeniški polk avstro-ogrske skupne vojske.

## Zgodovina
Polk je bil ustanovljen leta 1762. 

### Prva svetovna vojna
Polkovna narodnostna sestava leta 1914 je bila: 96% Madžarov in 4% drugih.
Polkovne enote so bile garnizirane v Łańcutu (štab, I. divizion) in Przemyślu (I. divizion).

## Poveljniki polka
- 1859: August Bujanovics de Agg-Telek[5]
- 1865: August Bujánovics de Agg-Telek[6]
- 1879: Géza Capdebo de Baraczház[7]
- 1908: Ludwig Horváth von Bánhorvát[8]
- 1914: Alexander Szivo de Bunya[9]